# Rentenreform in Frankreich 2023

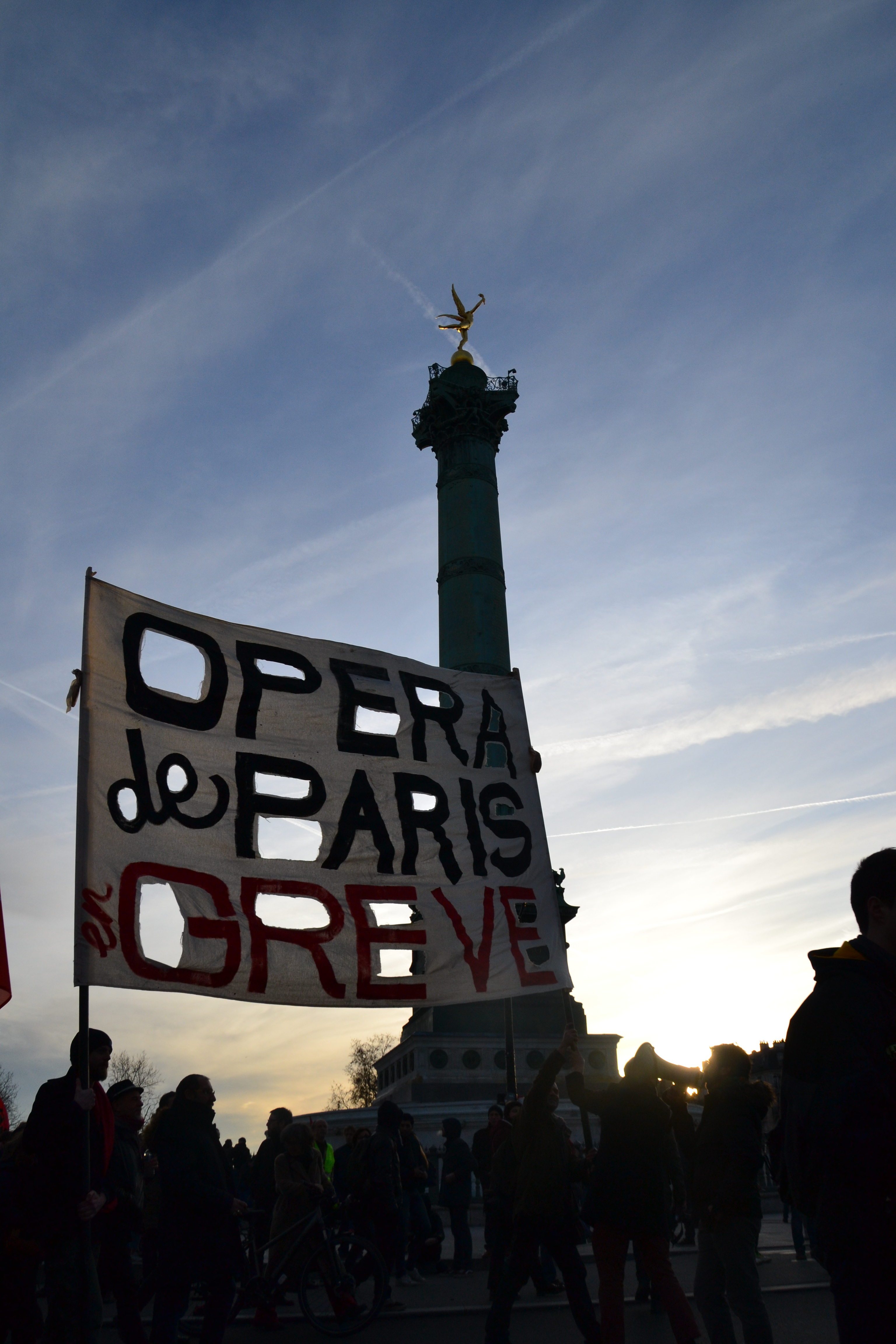
„Die Oper von Paris streikt“ auf der Demonstration gegen die Rentenreform am 11. Januar 2023

Die Rentenreform in Frankreich ist ein Gesetz zur Neustrukturierung der Altersrente der französischen Regierung vom März 2023. Die Rentenreform gilt als wichtiges politisches Projekt von Staatspräsident Emmanuel Macron und trat am 15. April 2023 in Kraft. Die einzelnen Maßnahmen des Gesetzes werden seit dem 1. September 2023 Schritt für Schritt wirksam.
Aufgrund unsicherer Mehrheitsverhältnisse im Unterhaus des französischen Parlaments entschied die Regierung unter Macron, die Reform ohne finales Votum der Nationalversammlung mittels Anwendung des Verfassungsartikels 49.3 durchzusetzen. Im Anschluss reichten die Oppositionsparteien zwei Misstrauensanträge gegen die Regierung ein, die jedoch beide scheiterten, der meistunterstützte nur knapp mit neun Stimmen Unterschied.
Seit Januar 2023 protestiert landesweit ein breites gesellschaftliches Bündnis aus Gewerkschaften, Vereinen und Verbänden sowie Studierenden gegen die Änderung des Rentensystems. Nach der Verabschiedung des Gesetzes nahmen die Proteste weiter zu. Im Zuge dessen kam es zu landesweiten Arbeitsniederlegungen der Gewerkschaften im Bahn- und Flugverkehrs, der öffentlichen Dienstleistungen, Industriebetrieben und des Hafens von Marseille. Am 23. März 2023, dem neunten landesweiten Streik- und Aktionstag, protestierten laut der Gewerkschaft Confédération générale du travail (CGT) 3,5 Millionen Menschen, die Regierung ging von 1,1 Millionen Protestierenden aus.

## Inhalt
Kern der Änderung des Rentengesetzes ist die Anhebung des Renteneintrittsalters. Das Alter für eine abschlagsfreie Rente wird mit dem Gesetz bis 2030 schrittweise von 62 auf 64 Jahre angehoben. Zugleich soll auch die Zahl der Beitragsjahre, um eine abschlagsfreie Rente zu erhalten, von 42 auf 43 Jahre angehoben werden. Für Menschen, die früh in das Arbeitsleben eingestiegen sind und/oder körperlich besonders anstrengende Berufe ausüben, sind im Gesetz Ausnahmen vorgesehen. Der Ansatz einer früheren Reform wurde dahingehend korrigiert, dass für den vollen Bezug der Rentenleistungen nach 43 Jahren nicht das Jahr 2035 gilt, sondern bereits das Jahr 2027, was einen schnelleren Anstieg der Beitragsdauer bedeutet.
Eine weitere wichtige Maßnahme ist die Vereinheitlichung des komplexen französischen Rentensystems durch die Abschaffung der 42 Sonderregelungen für Branchen von Eisenbahn- und Energiearbeitern bis hin zu Anwälten.
Der Regelsatz der monatlichen Mindestrente wird von 980 auf 1200 Euro angehoben. Als Kompromiss an die Oppositionsparteien gilt die Anhebung der Mindestrente für alle Rentner, nicht (wie ursprünglich vorgesehen) nur für Arbeitnehmer, die nach der Reform in Rente gehen.

## Verabschiedung

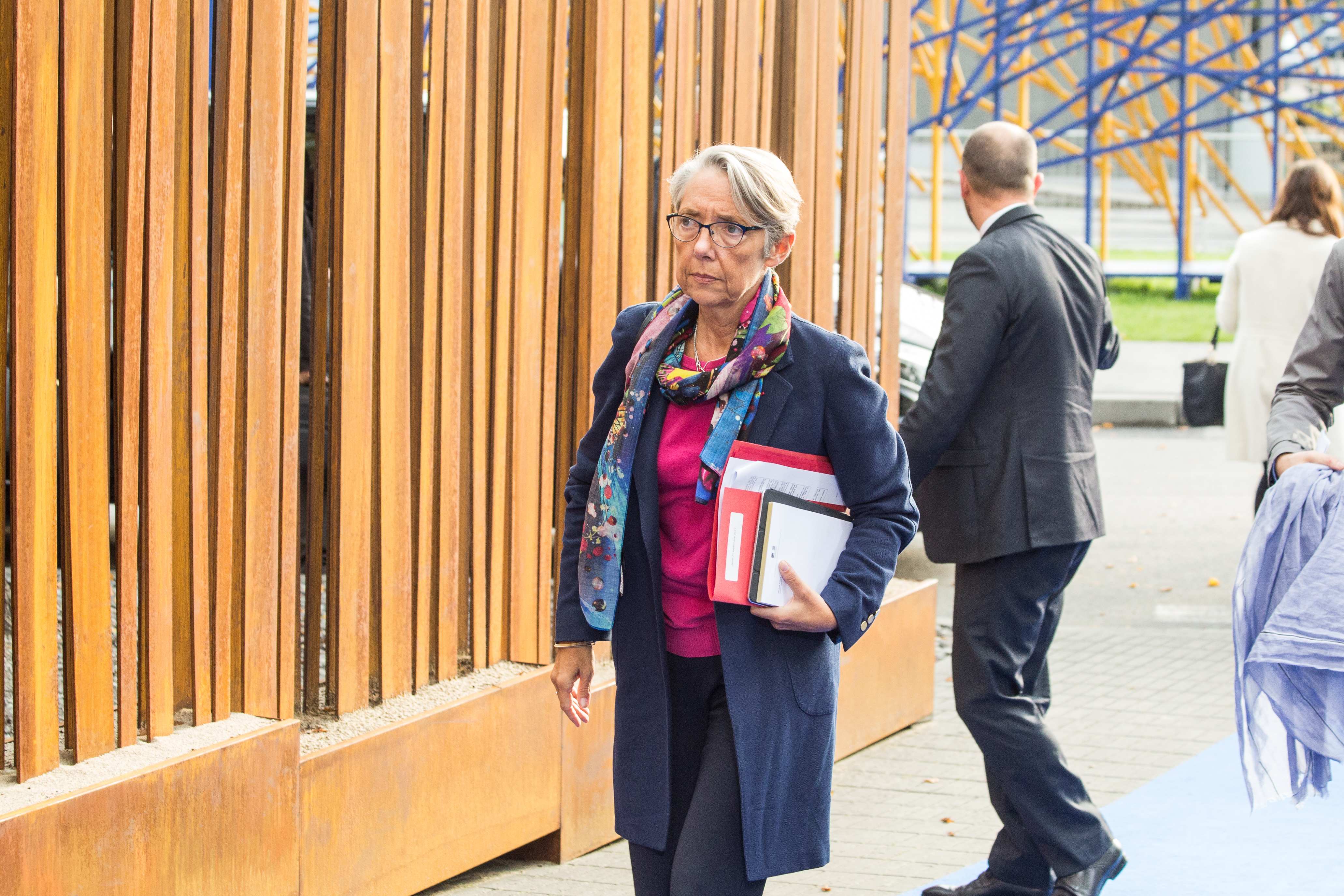
Die Regierung von Premierministerin Elisabeth Borne setzte die Rentenreform durch (Bild von 2017)

Die Rentenreform wurde im März vom französischen Senat, dem Oberhaus des Parlaments, gebilligt. Aufgrund fehlender Mehrheitsverhältnisse in der Nationalversammlung musste die Regierung jedoch ein Scheitern des Gesetzesvorlage befürchten. Aus diesem Grund entschied sich die Regierung, die Rentenreform mit einem Sonderartikel der Verfassung ohne Abstimmung durch die Nationalversammlung zu bringen. Sie wendete am 20. März 2023 den Artikel 49.3 an, der eine Umsetzung ohne Abstimmung in der Nationalversammlung erlaubt, sofern die Regierung ein Misstrauensvotum übersteht. Ein erfolgreiches Misstrauensvotum hätte eine zwingende Neubildung der Regierung oder Neuwahlen zur Folge gehabt.
Daraufhin stellten die Fraktionen Liot und Rassemblement National je einen Misstrauensantrag. Die Nationalversammlung stimmte am 20. März 2023 über die zwei Anträge gegen die Regierung Borne ab. Dem Antrag von Liot hatte sich die linke Parteienkoalition Nupes angeschlossen. Ein Dutzend Abweichler der konservativen Les Républicains erklärten vorab, ebenfalls dafür zu stimmen. Jedoch hätte knapp die Hälfte der LR-Abgeordneten dafür stimmen müssen, um die erforderliche absolute Mehrheit zu erreichen. Insgesamt waren 287 Ja-Stimmen nötig. Da diese vom Liot-Antrag nicht erreicht wurden (bei der Abstimmung über diesen aussichtsreichsten der beiden Anträge fehlten dazu neun Stimmen,) war das Gesetz beschlossen. Es musste nur noch von Staatspräsident Macron unterzeichnet werden.
Sowohl ein Referendum als auch eine Klage beim Verfassungsrat erschienen noch möglich. Am Abend des 14. April 2023 gab der von Reformgegnern angerufene Verfassungsrat seine Entscheidung bekannt, dass die Kernpunkte der Reform verfassungsgemäß sind. Zudem verwarf der Rat das von der Opposition angestrebte Referendum. Denn ein Référendum d’initiative partagée (RIP) darf nicht die Aufhebung eines Gesetzes verlangen, das jünger als ein Jahr ist. Bereits wenige Stunden später unterzeichnete Macron das Gesetz, obwohl er dazu nach der Verfassungsrat-Entscheidung 15 Tage Zeit gehabt hätte. Am 15. April wurde der Gesetzestext im Amtsblatt veröffentlicht.

## Kritik
Laut dem Politikwissenschaftler Hans Stark von der Sorbonne Université sind viele Bürger unzufrieden über die Art, wie Präsident Macron und dessen Regierung unter Premierministerin Élisabeth Borne die Rentenreform durchgesetzt haben. „Er hat sich gerade mal zehn Monate Zeit genommen, um eigentlich - man muss schon sagen: mit der Brechstange - dieses Reformgesetz durch das Parlament zu treiben.“ Das Wochenblatt Die Zeit schrieb nach der Verabschiedung der Reform: „Viele Französinnen und Franzosen sehen in Macrons Vorgehen einen Angriff auf die Demokratie.“
Umfragen zufolge lehnen 70 % der Franzosen und über 90 % der französischen Arbeitnehmer die Reform ab. Die beiden großen Gewerkschaften Frankreichs mit politischer Ausrichtung, die Confédération française démocratique du travail (CFDT) und die Confédération générale du travail (CGT) riefen zu Aktionstagen und politischen Streiks auf. Etliche weitere Verbände und kleinere Gewerkschaften schlossen sich an. Das Recht auf Streik ist in der französischen Verfassung verankert und nimmt Beamte nicht aus; so legten etliche Lehrer und Universitätspersonal aus Protest zeitweise die Arbeit nieder.
Die Bürgermeisterin von Paris Anne Hidalgo (PS) gilt als scharfe Kritikerin der Rentenreform. Sie hielt an den Aktionstagen das Pariser Rathaus geschlossen und ermutigte ihre Mitarbeiter, sich an den Protesten zu beteiligen. Innenminister Gérald Darmanin wies nach mehreren Wochen der Pariser Müllabfuhr im Streik den Pariser Polizeipräfekten an, die Müllarbeiter per Zwang zu verpflichten, den Abfall wegzuschaffen. Doch Bürgermeisterin Hidalgo weigert sich; sie ließ über ihren ersten Stellvertreter Emmanuel Grégoire mitteilen, die Regierung habe die soziale Krise selbst herbeigeführt und solle sie deshalb selbst lösen. Sie werde sich nicht zur Streikbrecherin machen lassen.

## Zivile Proteste

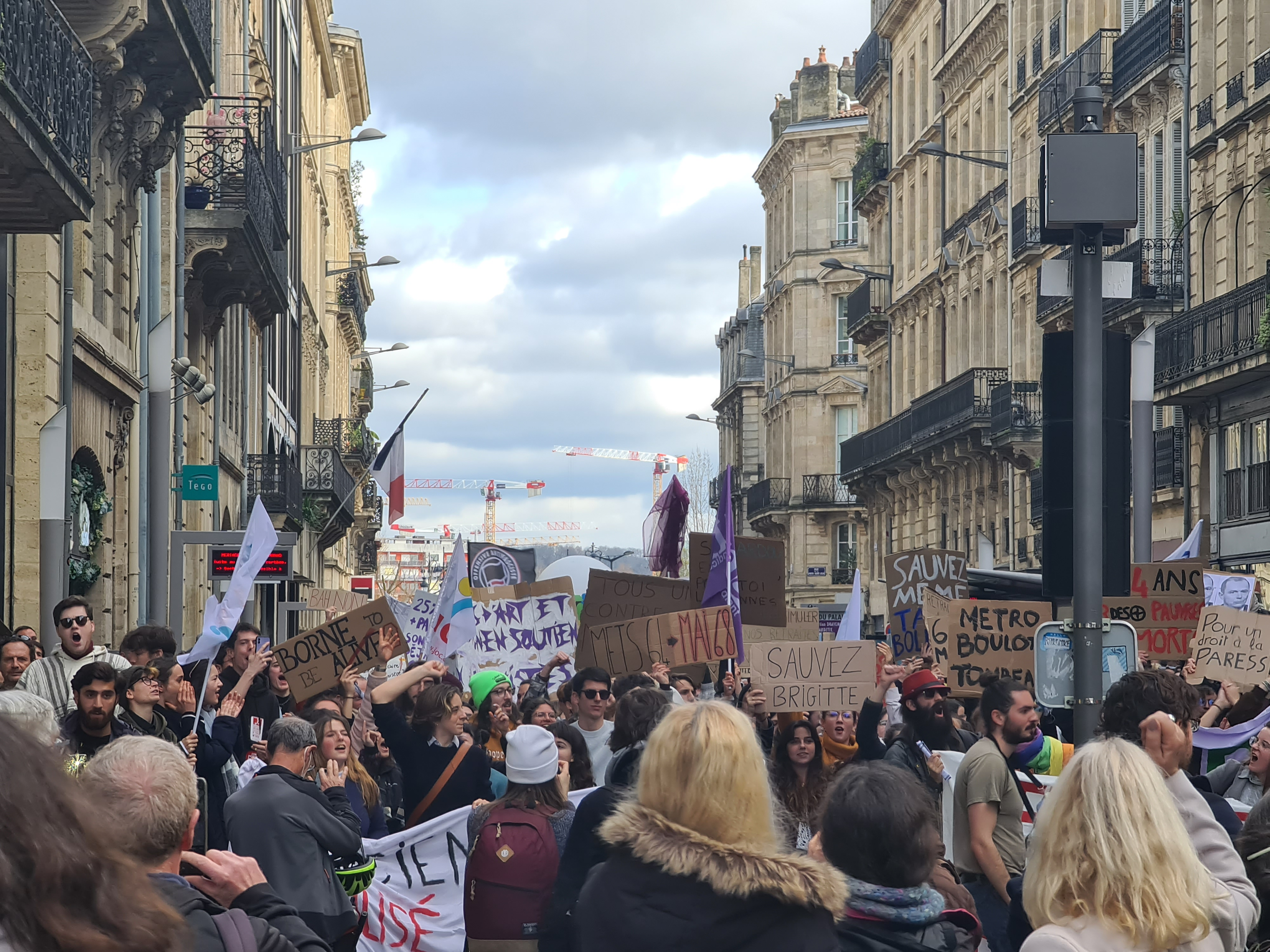
Demonstration gegen das Gesetz am 30. Januar 2023 in Bordeaux (Okzitanien).

### Proteste im Vorfeld
Ein früheres Projekt zur Reform des Französischen Rentensystems war bereits 2020 während der ersten Präsidentschaft von Emmanuel Macron auf den Weg gebracht worden. Das von Premierminister Édouard Philippe getragene Projekt stieß auf starken Widerstand der Gewerkschaften und wurde 2020 aufgrund der Covid-19-Pandemie nicht weiter verfolgt.
2022 brachte Macron einen neuen Gesetzesentwurf auf den Weg. In Reaktion auf die Reformvorschläge riefen Gewerkschaften und zivile Verbände zu landesweiten Protesten und Arbeitsniederlegungen auf. Zur besseren Koordinierung der Proteste organisierten die Gegner der Reform landesweite Aktionstage, an denen die Proteste gebündelt werden sollten. Seit Beginn des Reformprozesses wurden mehr als zehn Aktionstage organisiert. Kurz vor der geplanten Verabschiedung verstärkten sich die Proteste im März 2023. Im Zuge dessen riefen insbesondere die wichtigsten Gewerkschaften zu großangelegten Arbeitsniederlegungen auf. Die größte Gewerkschaft CGT sprach Anfang März von mehr als 3,5 Millionen Protestierenden an einem Tag. Die Regierung geht lediglich von 1,3 Millionen aus.

### Proteste und Ausschreitungen nach der Verabschiedung

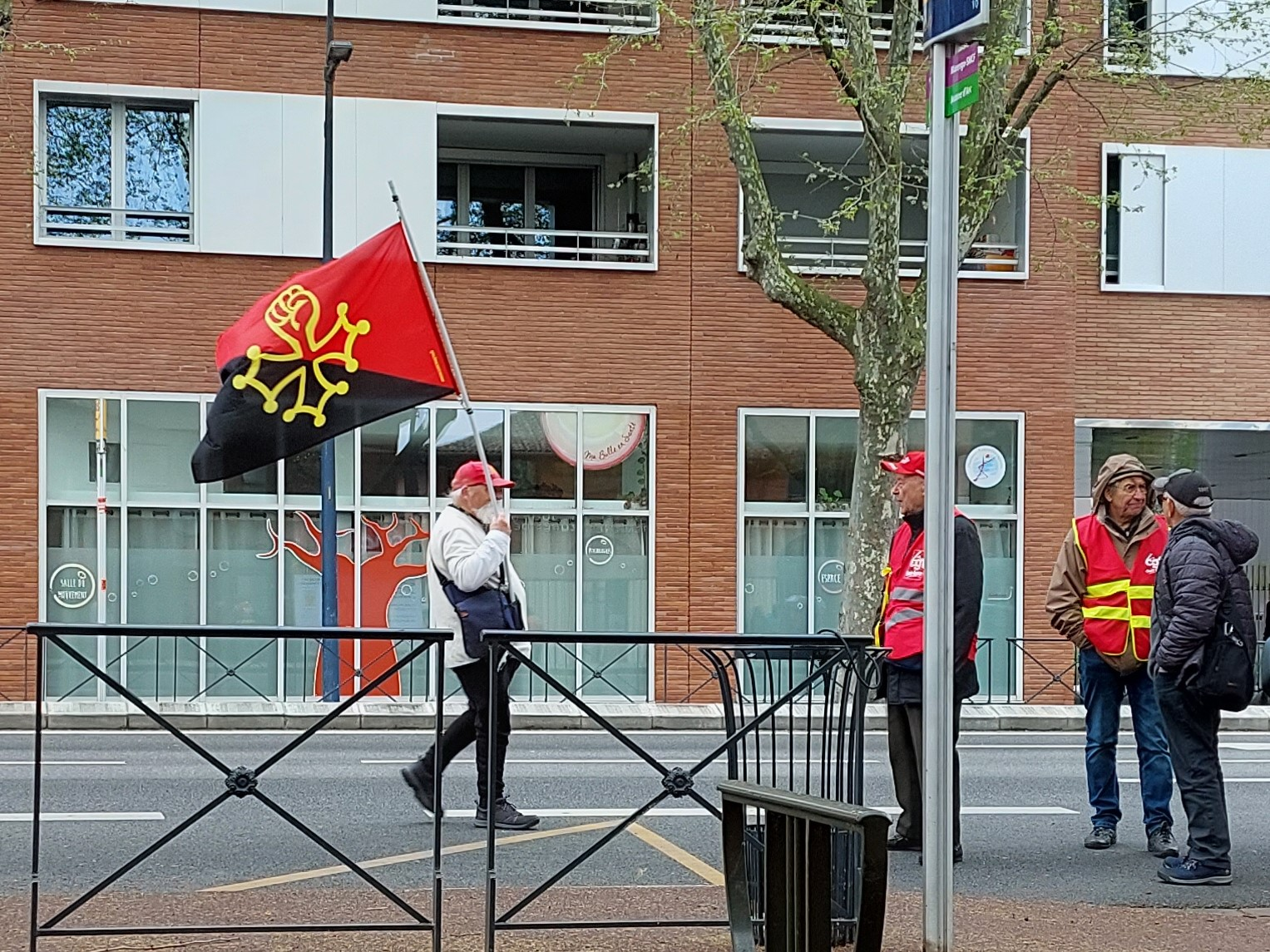
Demonstranten in Toulouse (Okzitanien) am 13. April 2023

Im Zuge der Verabschiedung der Reform verstärkten sich die Proteste der Bevölkerung und wurden von landesweiten Streiks der Gewerkschaften in Sektoren des Verkehrs, der öffentlichen Dienstleistungen und der Industrie begleitet. Die Streiks lähmten das öffentliche Leben in Frankreich: 10.000 Tonnen Abfall wurden in Paris durch den dreiwöchigen Streik der Müllarbeiter nicht abgeholt. Der Flughafen Paris-Orly fertigte ein Drittel weniger Flüge ab. Auch der SNCF der Fern- und Regionalverkehr musste stark eingeschränkt werden. In der größten französischen Raffinerie in der Normandie stand zwischenzeitlich die Produktion still.
Am 20. März 2023 legten Demonstranten im Bezirksrathaus von Lyon Feuer. In der Nacht zum 21. März kam es landesweit zu Ausschreitungen, allein in Paris wurden Medienberichten zufolge 100–150 Menschen festgenommen. Mehrere Polizisten seien verletzt worden. Auch in St. Etienne, Straßburg, Amiens, Caen und Toulouse kam es laut Franceinfo zu spontanen Demonstrationen. Plakate mit der Aufschrift „Zu den Waffen“ wurden gezeigt. „Aux armes, citoyens“ (deutsch: „Zu den Waffen, Bürger“) kommt als Formulierung auch in der französischen Nationalhymne Marseillaise vor.
Am 22. März 2023 verteidigte Emmanuel Macron die Rentenreform in einem Interview und deutete an, keine weiteren Änderungen am Gesetz vornehmen zu wollen. Er versprach jedoch den Dialog mit den Arbeitnehmervertretungen über die Arbeitsbedingungen wieder aufzunehmen, um dem „Bedürfnis der Demonstrierenden nach Gerechtigkeit“ nachzukommen. Macron erklärte zudem seine Bereitschaft wegen der Rentenreform in Ungnade zu fallen, dies tue er im Interesse der Allgemeinheit. Er prangerte den „Zynismus“ einiger „großer Unternehmen“ an, die hohe Gewinne gemacht hätten und forderte diese zu einem „außergewöhnlichen Beitrag“ auf, damit „die Arbeitnehmer von diesem Geld profitieren können“.
Aufgrund Macrons unnachgiebiger Haltung riefen die Gewerkschaften dazu auf, die Mobilisierung so lange aufrechtzuerhalten, bis die Reform zurückgenommen werde. Der Chef der Gewerkschaft CFDT, Laurent Berger sagte, Ziel der Gewerkschaften sei, einen Ausweg vor Inkrafttreten des Gesetzes zu finden. Am Aktionstag dem 23. März 2023 gingen laut Regierung mindestens 1,1 Millionen Menschen gegen die Reform auf die Straße. Die CGT zählte hingegen 3,5 Millionen Protestierende. Laut Guardian bildeten die Demonstranten den Querschnitt der französischen Gesellschaft ab: „Junge, Alte, Berufstätige, Arbeitslose“. Im Zuge der Proteste kam es wieder zu Gewalt und Ausschreitungen. In Bordeaux wurde das Eingangsportal des Rathauses durch Protestierende abgebrannt. 457 Menschen nahm die Polizei fest; etwa 440 Polizisten und Gendarmen seien verletzt worden, teilte Innenminister Gérald Darmanin mit.
Für Ende März 2023 war ein Staatsbesuch des britischen Königs Charles III. in Frankreich geplant. Die CGT hatte angekündigt, dass es Aktionen rund um den Staatsbesuch geben werde und die Arbeiter der staatlichen Depots, die für die Bereitstellung von Fahnen, roten Teppichen und Möbeln für öffentliche Gebäude zuständig seien, an der Vorbereitung des Empfangs für den britischen König nicht mitwirken. Die Gewerkschaften verkündeten, man werde Charles empfangen, „wie Könige in Frankreich empfangen würden.“ Am 24. März 2023 gab der Élysée-Palast bekannt, dass der Staatsbesuch des britischen Königs aufgrund der Lage im Land verschoben werde. Die Entscheidung sei im Einvernehmen beider Regierungen getroffen worden.
Trotz abnehmender Mobilisierung organisierten die Gewerkschaften weitere Aktionstage und Proteste im April 2023. Am 13. April gingen laut Gewerkschaften mehr als eine Million Menschen gegen die Reform auf die Straße.

### Kritik am Vorgehen der Polizei
Die Menschenrechtskommissarin des Europarats sowie Amnesty International kritisierten einen „übertriebenen Einsatz von Gewalt und willkürliche Festnahmen“ durch die französischen Sicherheitskräfte. Besonders in der Kritik stehen die motorisierte Polizei-Spezialeinheit BRAV-M und die Bereitschaftspolizei CRS.